# پفی‌مرغ راه‌راه غربی
پفی‌مرغ راه‌راه غربی (نام علمی: Nystalus obamai)، گونه‌ای از پرندگان خانواده پفی‌مرغان (Bucconidae) (شامل پفی‌مرغ‌ها، راهبک‌ها و مرغ‌های راهبه) است که در بولیوی، برزیل، کلمبیا، اکوادور و پرو یافت می‌شود.

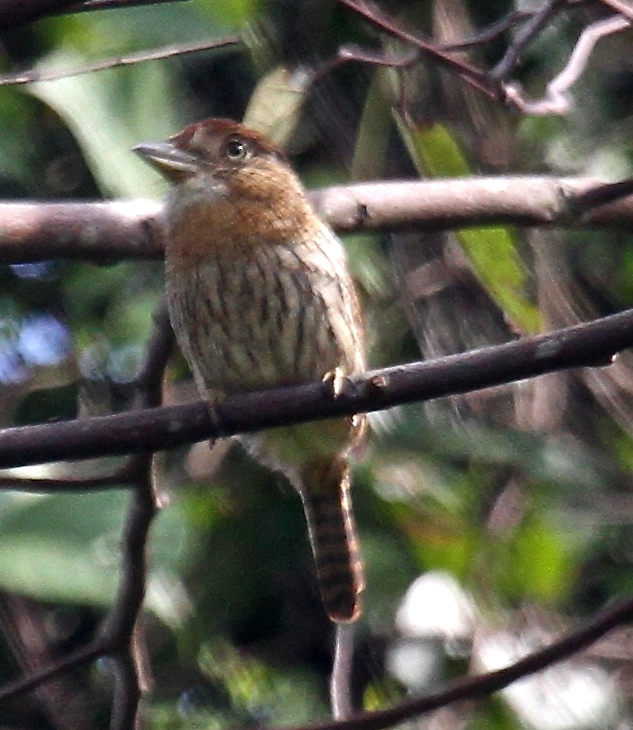
در پرو